# Серая горная кавказская пчела
Серая горная кавказская пчела (лат. Apis mellifera caucasia, часто ошибочно caucasica) — порода медоносных пчёл.
Окраска чисто-серая с серебристым оттенком.
Особо выделяют её от других пород исключительная неагрессивность и длина хоботков (6,7—7,25 мм). Генофонд сосредоточен в Закавказье и на Центральном Кавказе.

## Описание
Историческая локализация данной породы — горные районы Кавказа и Закавказья. Ныне завезены во многие страны мира.
В ареале их естественного расселения выделено много популяций (более, чем у других пород), различающихся рядом особенностей: мегрельская, абхазская, карталинская, кахетинская, имеретинская, кабахтапинская, гурийская и др.
Западные популяции, тяготеющие к Чёрному морю, отличаются от восточных большей длиной хоботков и несколько меньшими размерами тела.
Близка к краинской породе.
Ройливость низкая.
Первое научное описание породы сделал К. А. Горбачев (1916).

## Россия
Cелекцией и репродукцией данной породы занимается ГНУ «Краснополянская опытная станция пчеловодства» (в статусе племенного завода) НИИП Россельхозакадемии.